# Angela Haynes
Pour les articles homonymes, voir Haynes.
Angela Haynes (née le 27 septembre 1984 à Bellflower, Californie) est une joueuse de tennis professionnelle américaine.

## Palmarès

### Titre en double dames
Aucun

### Finales en double dames
| No | Date       | Nom et lieu du tournoi                       | Catégorie | Dotation  | Surface    | Vainqueures                      | Partenaire         | Score    |          |
| -- | ---------- | -------------------------------------------- | --------- | --------- | ---------- | -------------------------------- | ------------------ | -------- | -------- |
| 1  | 08-08-2005 | JPMorgan Chase Open by Herbalife Los Angeles | Tier II   | 585 000 $ | Dur (ext.) | Elena Dementieva Flavia Pennetta | Bethanie Mattek    | 6-2, 6-4 | Parcours |
| 2  | 25-02-2008 | M. Keegan & Cellular South Cup Memphis       | Tier III  | 175 000 $ | Dur (int.) | Lindsay Davenport Lisa Raymond   | Mashona Washington | 6-3, 6-1 | Parcours |

## Parcours en Grand Chelem

### En simple dames
| Année | Open d'Australie | Open d'Australie | Internationaux de France | Internationaux de France | Wimbledon       | Wimbledon       | US Open         | US Open             |
| ----- | ---------------- | ---------------- | ------------------------ | ------------------------ | --------------- | --------------- | --------------- | ------------------- |
| 2003  | -                | -                | -                        | -                        | -               | -               | 1er tour (1/64) | Tina Pisnik         |
| 2004  | -                | -                | -                        | -                        | -               | -               | 3e tour (1/16)  | Francesca Schiavone |
| 2005  | 1er tour (1/64)  | Aiko Nakamura    | 1er tour (1/64)          | Akiko Morigami           | 1er tour (1/64) | Serena Williams | 1er tour (1/64) | M. A. Sánchez       |

À droite du résultat, l’ultime adversaire.

### En double dames
| Année | Open d'Australie | Open d'Australie | Internationaux de France | Internationaux de France | Wimbledon                    | Wimbledon               | US Open                       | US Open                    |
| ----- | ---------------- | ---------------- | ------------------------ | ------------------------ | ---------------------------- | ----------------------- | ----------------------------- | -------------------------- |
| 2003  | -                | -                | -                        | -                        | -                            | -                       | 1er tour (1/32) Allison Baker | María Vento A. Widjaja     |
| 2005  | -                | -                | -                        | -                        | 1er tour (1/32) E. Gallovits | A. Morigami T. Musgrave | 1er tour (1/32) B. Mattek     | Likhovtseva M. Maleeva     |
| 2006  | -                | -                | -                        | -                        | -                            | -                       | 1er tour (1/32) Neha Uberoi   | Liezel Huber Sania Mirza   |
| 2007  | -                | -                | -                        | -                        | -                            | -                       | 1er tour (1/32) Ahsha Rolle   | Vania King Émilie Loit     |
| 2008  | -                | -                | -                        | -                        | 2e tour (1/16) C. Fusano     | V. Azarenka Shahar Peer | 1er tour (1/32) Ahsha Rolle   | L. Dekmeijere T. Pironkova |
| 2009  | -                | -                | -                        | -                        | -                            | -                       | 1er tour (1/32) L. Albanese   | S. Stosur Rennae Stubbs    |

Sous le résultat, la partenaire ; à droite, l’ultime équipe adverse.

### En double mixte
| Année | Open d'Australie | Open d'Australie | Internationaux de France | Internationaux de France | Wimbledon | Wimbledon | US Open                     | US Open                      |
| 2009  | -                | -                | -                        | -                        | -         | -         | 1er tour (1/16) Rettenmaier | A.-L. Grönefeld Mark Knowles |

Sous le résultat, le partenaire ; à droite, l’ultime équipe adverse.

## Parcours en «Premier Mandatory» et «Premier 5»
Découlant d'une réforme du circuit WTA inaugurée en 2009, les tournois WTA « Premier Mandatory » et « Premier 5 » constituent les catégories d'épreuves les plus prestigieuses, après les quatre levées du Grand Chelem.

### En simple dames
| Année |              | Premier Mandatory          | Premier Mandatory | Premier Mandatory | Premier Mandatory |       | Premier 5 | Premier 5 | Premier 5  | Premier 5 | Premier 5 | Premier 5 | Premier 5 |
| Année | Indian Wells | Miami                      | Madrid            | Pékin             |                   | Dubaï | Rome      | Canada    | Cincinnati |           | Tokyo     |           |           |
| Année | Indian Wells | Miami                      | Madrid            | Pékin             |                   | Doha  | Rome      | Canada    | Cincinnati |           | Wuhan     |           |           |
| Année | Indian Wells | Miami                      | Madrid            | Pékin             |                   |       | Rome      | Canada    | Cincinnati |           |           |           |           |
| 2009  |              | 3e tour (1/16) F. Pennetta |                   |                   |                   |       |           |           |            |           |           |           |           |

Sous le résultat, l’ultime adversaire.

## Classements WTA en fin de saison

### En simple
| Année | 2002 | 2003 | 2004 | 2005 | 2006 | 2007 | 2008 | 2009 | 2010 |
| Rang  | 851  | 186  | 133  | 135  | 175  | 217  | 148  | 161  | 554  |

Source : (en) « Classements de Angela Haynes », sur le site officiel du WTA Tour

### En double
| Année | 2003 | 2004 | 2005 | 2006 | 2007 | 2008 | 2009 | 2010 |
| Rang  | 568  | 237  | 110  | 204  | 148  | 99   | 178  | 369  |

Source : (en) « Classements de Angela Haynes », sur le site officiel du WTA Tour